# لیسیتسه
لیسیتسه (به چکی: Lisice (Ljubuški)) یک روستا در بوسنی و هرزگوین است که در لیوبوشکی واقع شده‌است.